# Mithridate IV de Parthie
Pour les articles homonymes, voir Mithridate.
Mithridate IV de Parthie est un roi des Parthes de la dynastie arsacide, qui règne entre 129 et 140.

## Biographie
Mithridate est vraisemblablement un frère du Grand-Roi Chosroès Ier. Il est essentiellement connu par ses monnaies avec des légendes en grec et en pehlevi.
Pendant l’expédition de l’empereur Trajan contre les Parthes (campagne de 114 à 117), il semble qu’il ait pris la couronne avec son fils aîné Sanatrocès II et qu’il ait tenté de s’opposer en vain à l’avance des troupes romaines en Mésopotamie du nord. Après la mort de Chosroès Ier, il prend la couronne de Grand–Roi mais il doit faire face à un rival, Vologèse III, et son pouvoir se trouve réduit à la partie occidentale de l’Empire.
Mithridate IV disparaît vers 140 après son fils Sanatrocès II. Son second fils (?) Vologèse IV (anciennement numéroté III) s’empare du trône après la mort du roi Vologèse III.